# آندرو ليبوس
أندرو ليبوس (بالإنجليزية: Andrew Leipus)‏ (ولد في 9 كانون الثاني 1970 في أديلايد، أستراليا) و هو معالج فيزيائي أسترالي عمل في الإتحاد الهندي للكريكت كمعالج طبيعي لمنتخب الهند الوطني للكريكت منذ شهر تشرين الثاني عام 1990.
تقاعد ليبوس في نهاية العام 2004 وكان له فعليا الفضل في رفع مستوى الأوضاع الصحية لفريق الكركيت بالإضافة لتحسين خيارات الخدمات والعلاج ( و من الغرابة أنه في يومه الأول في العمل اكتشف أن حقيبة الإسعافات الاولية للفريق ينقصها ضمادات جروح)، شجع اندرو ليبوس الفريق للبدء بعملية التدريب في الصالات الرياضية مما أدى إلى تحسن كبير في مستوى اللياقة البدنية للفريق وبالتالي تحسن مستوى اللعب.
```
و في الهند البلد الذي لديه هوس بلعبة الكريكيت أصبح اندرو ليبوس محط الأنظار اعلاميا كلما عانى اللاعبون الرئيسون من إصابات ... وقد قيل ان الضغط الإعلامي هو أحد الاسباب التي جعلته يرفض تجديد عقده فجرى استبداله بجون غلوستر.
[
1
]
 و قد تعاقد اندرو ليبوس حاليا مع الفريق الأول في الدوري الممتاز الهندي (كولكاتا نايت رايدرز) كمعالج طبيعي.
```

وفي عام 2017 أصبح المعالج الطبيعي لفريق ملطان سلطان في دوري السوبر الباكستاني.